# This Little Light of Mine
This Little Light of Mine è un brano musicale gospel per bambini scritto da Harry Dixon Loes (1895–1965) all'incirca nel 1920. Loes, che studiò presso il Moody Bible Institute e l'American Conservatory of Music, era un compositore ed insegnante che scrisse (e collaborò a scrivere) svariati brani gospel.

## Il brano
La canzone entrò nella tradizione folk americana, tanto da essere inserita, nel 1939, nella collezione The John and Ruby Lomax 1939 Southern States Recording Trip, curata da John Lomax per l'"archivio della canzone folk statunitense" della Biblioteca del Congresso. Spesso associato alla tradizione spiritual nera, non è mai apparso, tuttavia, in alcuna raccolta di canti spiritual o di lavoro.
A seconda della fonte, questo brano viene associato al passo del Vangelo secondo Matteo 5:16, "Let your light shine before men, that they may see your fine works and give glory to your Father who is in the heaven" ("Così risplenda la vostra luce davanti agli uomini, perché vedano le vostre opere buone e rendano gloria al vostro Padre che è nei cieli"), alle parole di Gesù in Luca 11:33, "No man, when he hath lighted a candle, putteth it in a secret place, neither under a bushel, but on a candlestick, that they which come in may see the light" ("Nessuno accende una lucerna e la mette in luogo nascosto o sotto il moggio, ma sopra il lucerniere, perché quanti entrano vedano la luce"), o, ancora, a Matteo 5:14-15: "Ye are the light of the world. A city that is set on an hill cannot be hid. Neither do men light a candle and put it under a bushel, but on a candlestick; and it giveth light unto all that are in the house." ("Voi siete la luce del mondo; non può restare nascosta una città collocata sopra un monte, né si accende una lucerna per metterla sotto il moggio, ma sopra il lucerniere perché faccia luce a tutti quelli che sono nella casa.").

## Interpretazioni
Come già accennato, nel corso del tempo il brano è stato interpretato da numerosi artisti:
- Ray Charles ne incise una versione rhythm & blues "secolarizzata", intitolata This Little Girl of Mine[6] nel 1956, a sua volta reinterpretata dai The Everly Brothers in versione rock and roll.
- Fu inciso dai The Seekers nel loro album Hide & Seekers (conosciuto anche come The Four & Only Seekers).
- Odetta e i Boys' Choir of Harlem suonarono la canzone nel Late Show with David Letterman il 17 settembre 2001, la prima puntata a seguito degli eventi dell'11 settembre.[7]
- Parte del brano è stata interpretata da Christina Ricci nel film del 2006 Black Snake Moan.
- Bruce Springsteen pubblico una versione live del brano nel suo album Live in Dublin del 2007.[8]
- Viene cantato da un coro gospel accompagnato da un pianoforte nell'episodio Il signor Monk e la setta della serie televisiva Detective Monk.
- Nel 2008 una versione interpretata da Tracie Thoms appare nell'episodio Le scuole della libertà di Cold Case - Delitti irrisolti.
- Gli LZ7 pubblicarono una loro versione del brano, intitolata This Little Light, che raggiunse la posizione 26 nella Official Singles Chart.
- Nel 2011, il brano appare nell'episodio Tornare in cima di Glee, in una versione interpretata da Will Schuester per i bambini dell'ospedale.[9]

## Testo

### Versione originale
This little light of mine, I'm gonna let it shine.
This little light of mine, I'm gonna let it shine.
This little light of mine, I'm gonna let it shine.
Every day, every day, every day, every way,
Gonna let my little light shine.
Light that shines is the light of love,
Hides the darkness from above,
Shines on me and it shines on you,
Shows you what the power of love can do.
Shine my light both bright and clear,
Shine my light both far and near,
In every dark corner that I find,
Let my little light shine.
This little light of mine, I'm gonna let it shine.
This little light of mine, I'm gonna let it shine.
This little light of mine, I'm gonna let it shine.
Monday gave me the gift of love,
Tuesday peace came from above,
Wednesday told me to have more faith,
Thursday gave me a little more grace,
Friday told me to watch and pray,
Saturday told me just what to say,
Sunday gave me the power divine,
Just to let my little light shine.
This little light of mine, I'm gonna let it shine.
This little light of mine, I'm gonna let it shine.
This little light of mine, I'm gonna let it shine.
This little light of mine, I'm gonna let it shine.
This little light of mine, I'm gonna let it shine.
This little light of mine, I'm gonna let it shine.
Shine, shine, shine, shine, shine.

### Versione per bambini[10]
This little light of mine, I'm going to let it shine.
This little light of mine, I'm going to let it shine.
This little light of mine, I'm going to let it shine.
Let it shine, all the time, let it shine.
All around the neighborhood, I'm going to let it shine.
All around the neighborhood, I'm going to let it shine.
All around the neighborhood, I'm going to let it shine.
Let it shine, all the time, let it shine.
Hide it under a bushel? No! I'm going to let it shine.
Hide it under a bushel? No! I'm going to let it shine.
Hide it under a bushel? No! I'm going to let it shine.
Let it shine, all the time, let it shine.
Don't let Satan [blow] it out! I'm going to let it shine.
Don't let Satan [blow] it out! I'm going to let it shine.
Don't let Satan [blow] it out! I'm going to let it shine.
Let it shine, all the time, let it shine.